# Paranemastoma montenigrinum
Paranemastoma montenigrinum is een hooiwagen uit de familie aardhooiwagens (Nemastomatidae). De originele naamcombinatie (protoniem) was 
Nemastoma gigas var. montenigrina Nosek, 1904, de latere combinatie Nemastoma montenigrinum (Nosek, 1904) is van onzekere bron. Een volgende naamrecombinatie werd gepubliceerd als Paranemastoma montenigrinum (Nosek, 1904) in Schönhofer 2013.